# Nicolien Sauerbreij
Lotte Nicolien Sauerbreij (De Hoef, 31 luglio 1979) è una snowboarder olandese.
Ha partecipato a quattro edizioni dei giochi olimpici invernali (2002, 2006, 2010 e 2014) conquistando una medaglia a Vancouver 2010.

## Palmarès
Olimpiadi
- 1 medaglia:
  - 1 oro (slalom gigante parallelo a Vancouver 2010)

Mondiali
- 1 medaglia:
  - 1 argento (slalom parallelo a La Molina 2011)

Coppa del Mondo
- 20 medaglie:
  - 7 ori
  - 6 argenti
  - 7 bronzi

Europei
- 7 medaglie:
  - 5 ori
  - 1 argento
  - 1 bronzo

Coppa Continentale
- 2 medaglie:
  - 1 argento (slalom parallelo 1999)
  - 1 bronzo (slalom gigante 1998)

FIS Races
- 7 medaglie:
  - 2 ori (slalom parallelo 2003, slalom gigante parallelo 2004)
  - 3 argenti (slalom parallelo 1996, slalom 2000, slalom parallelo 2004)
  - 2 bronzi (slalom gigante 1996, slalom parallelo 2001)

## Riconoscimenti
- Sportiva olandese dell'anno (2010)